# 希達·希古臣
海达尔·赫尔古森（1977年8月22日—），冰島職業足球員，司職前鋒。

## 生平

### 球會
赫尔古森早年在挪威聯賽球會利尼史特朗效力，曾在英格蘭小型球會屈福特效力。時屈福特正出席英超賽事，不過當年因屈福特在英超連敗22仗而降級，所以希古臣一直在甲組聯賽（當時相當於英冠）作賽。希古臣曾協助球隊連續勝出15場賽事，成為一時佳話。
2005年7月希古臣再次登陸英超，他加盟了倫敦中型球會富咸。在富咸初期他大多數留在後備席廂。及後他得到了更多的上陣機會，並成為了正選，後來更射入了多個關鍵性的入球。他得到很多富咸球迷的愛戴，原因是他在場上的效率及拚勁。
2007年夏天他離開了富咸，加盟保頓，穿上球隊的9號球衣。一直受傷患困擾，於2008年11月20日被緊急借用到昆士柏流浪。借用期間7場比賽射入3球，由於表現出色，於2009年轉會窗重開後隨即買斷，轉會費用沒有公佈，簽約至2011年。
2009年9月15日赫尔古森獲外借重返成名球會屈福特3個月。在加盟後上陣10場射入5球，使屈福特延長借用到球季結束。

### 國家隊
希古臣曾是冰島國家隊的主力箭頭，共射入8個國際賽入球。於2006年8月友賽西班牙後久未再次入選，希古臣一度宣佈退出國家隊。2008年12月他宣佈重返國家隊行列，隨即獲選出戰挪威及蘇格蘭，於對挪威的世界盃外圍賽射入一球。

## 個人風格
希古臣踢法與英格蘭球員舒寧咸十分相似，最為人熟悉的是他的頭鎚二傳，個子不高的他經常能夠搶點成功，並為隊友鋪橋搭路，是一名出色的二傳前鋒。希古臣亦是一名體力充沛的球員，可惜經常受傷。他是一名十二碼好手，曾主踢過多個重要的十二碼罰球。

## 外部連結
- 足球数据库：希達·希古臣的球员统计数据